# Mukařov (Mladá Boleslav)
Mukařov é uma comuna checa localizada na região da Boêmia Central, distrito de Mladá Boleslav.